# Atelecyclus rotundatus
Atelecyclus rotundatus es una especie de cangrejo de tamaño mediano que se encuentra en la costa oeste de Europa y África, así como en casi todo el mar Mediterráneo y en las islas de Cabo Verde y Canarias. Su nombre común es cangrejo circular o cangrejo redondo.

## Descripción
Mide alrededor de 40 milímetros (1,6 pulgadas) a lo largo de su caparazón casi circular de color marrón rojizo y vive en fondos gruesos y blandos a poca profundidad. Tiene de nueve a once dientes afilados en el frente y tres dientes entre los ojos.
Este cangrejo a veces se confunde con otra especie; Atelecyclus undecimdentatus. Sin embargo, esta última se puede distinguir por su caparazón más ancho y granulaciones más gruesas.